# San Esteban de Zapardiel
San Esteban de Zapardiel là một đô thị trong tỉnh Ávila, Castile và León, Tây Ban Nha. Theo điều tra dân số 2004 (INE), đô thị này có dân số là 56.